# 25834 Vechinski
25834 Vechinski è un asteroide della fascia principale. Scoperto nel 2000, presenta un'orbita caratterizzata da un semiasse maggiore pari a 2,6878265 UA e da un'eccentricità di 0,1227960, inclinata di 4,93414° rispetto all'eclittica.